# Kiwok
Kiwak, kiwok – wskaźnik brań używany w wędkarstwie podlodowym i jednocześnie element przenoszenia drgań wędziska na mormyszkę. Umieszczany jest na końcówce szczytówki. Wykonany może być ze szczeciny dzika, sprężynki zegarowej, struny, plastikowych tworzyw, końskiego włosia.